# Královský palác v Turíně
Královský palác v Turíně, italsky Palazzo Reale di Torino, je budova v italském městě Turín, na náměstí Piazzetta Reale. Palác sloužil jako sídlo rodu Savojských. Byl postaven v 16. století, z iniciativy Emanuela Filiberta Savojského, v 17. století ho nechala přestavět Kristina Bourbonská, která využila služeb architekta Filippo Juvarra. Na malířské výzdobě se podílel mj. Rakušan Daniel Seiter. Zahrady za palácem projektoval slavný francouzský zahradní architekt André Le Nôtre, mj. tvůrce zahrad ve Versailles.
Od roku 1946, tedy od vyhlášení republiky a vypovězení Savojských ze země, je v paláci muzeum královského rodu (Musei Reali Torino). Turisty do něj láká jedna z největších sbírek zbraní v Evropě. Spolu se třinácti dalšími sídly Savojských byl palác v roce 1997 zapsán na seznam Světového dědictví UNESCO, v rámci položky Rezidence královského rodu Savojských.